# Henry Thomas Herbert Piaggio
Henry Thomas Herbert Piaggio (Londres, 2 de junho de 1884 — 26 de junho de 1967) foi um matemático inglês.
Foi educado na City of London School e no St John's College (Cambridge), foi apontado Lecturer de matemática na Universidade de Nottingham em 1908 e então Professor de Matemática em 1919. Foi o autor de "An Elementary Treatise on Differential Equations and their Applications".